# Stanley Holloway
Stanley Augustus Holloway, OBE (født 1. oktober 1890, død 30. januar 1982) var en engelsk scene- og filmskuespiller, humoristisk, sanger, digter og monolog. Han var berømt for sin komik og karakterroller på scenen og film, især Alfred P. Doolittle i My Fair Lady. Han blev også kendt for sine komiske monologer og sange, som han udførte og indspillet i det meste af sin 70-år lange karriere.